# Liste des femmes dans la Bible
Cet article présente une liste alphabétique des femmes présentes dans la Bible hébraique et la Bible chrétienne.

## A
- Abigail (fille de Jessé) : sœur de David. I Chroniques 2:15-17[1]
- Abigaïl : épouse de Nabal (en), puis de David. I Samuel 25[2]
- Abihail : mère de Zuriel. (Zuriel est le chef des Merari). Nombres 3:35[3]
- Abihail : mère de Abishur (en) et mère de Ahban et Molid. I Chroniques[4]
- Abisag : concubine de David. I Rois[5]
- Abital : une des épouses de David. II Samuel, I Chroniques[6],[7]
- Achinoam : épouse de Saül, mère de Mikhal (épouse de David). I Samuel[8]
- Ada : épouse de Lamech. Genèse[9]
- Ada : fille d'Elon le Hittite et l'une des épouses d'Ésaü. Parfois nommée Bashemath. Genèse[10]
- Agar : concubine d'Abraham, mère d'Ismaël. Genèse
- Ahlai : fille de Sheshan. I Chroniques[11]
- Ahlai : mère de Zabad (dans la garde de David). I Chroniques[12]
- Akhsa : fille de Caleb épouse de Othoniel. Josué, Juges, I Chroniques[13],[14],[15]
- Anne (mère de Samuel) : épouse d'Elkana et mère de Samuel. Premier livre de Samuel
- Anne la prophétesse : prophétesse âgée qui prophétisa au sujet de Jésus dans le Temple de Jérusalem lors de l'épisode de sa présentation de Jésus au Temple. Elle intervient au moment de la prophétie de Syméon. Luc[16]
- Antiochus : concubine royale qui donne les cités de Tarses et Mallus. 2 Maccabées[17]
- Asnath : épouse égyptienne de Joseph. Genèse[18]
- Atarah : seconde épouse de Jerahmeel (en). I Chroniques[19]
- Athalie : reine de Juda sous le règne de Joram. II Rois, II Chroniques[20],[21]
- Azubah : épouse de Caleb. I Chroniques[22]
- Azubah (mère de Jehoshaphat) : épouse du roi Asa, 3e Roi de Juda. I Rois, II Chroniques[23],[24]

## B
- Baara : moabite, femme de Shaharaim. I Chroniques
- Basemath : fille d'Ismaël et troisième femme d'Esaü. Genèse
- Basmath : fille de Salomon, femme d'Ahimaats. I Rois
- Bat Choua : cananéenne, fille de Choua, femme de Juda, mère d'Er, d'Onan et de Chêla. Genèse
- Bethsabée : femme d'Urie le Hittite et plus tard de David. Elle est mère de Salomon, qui succéda à David comme roi. II Samuel, I Rois, I Chroniques
- Bérénice (princesse de Judée) : fille du roi Agrippa. Actes 25:13; Actes 25:23 et Actes 26:30
- Bilha : servante de Rachel et concubine de Jacob qui lui donna deux fils Dan et Nephtali. Genèse
- Bithiah : fille du Pharaon, femme de Mered. I Chroniques

## C
- Candace : reine des Koushites dont un ministre eunuque fut converti et baptisé par saint Philippe le diacre. Actes 8;27-39
- Claudia Procula : femme de Ponce Pilate. Évangile selon Matthieu

## D
- Dalila : philistine, aimée de Samson, elle le trahit. Livre des Juges
- Damaris : grecque, disciple de Paul. Actes
- Débora : prophétesse et seule femme parmi les Juges d'Israël. Livre des Juges
- Dinah : fille de Jacob et Léa, violée par Shechem et vengée par ses frères. Femme de son frère Siméon puis de Job. Mère de Shaoul adopté par Siméon et de Jemima, Kezia et Kéren-Happuc. Genèse
- Drusilla : fille d'Agrippa Ier, sœur de Bérénice, Mariamne et Agrippa II, mariée à Aziz d'Émèse, puis à Antonius Felix. Actes des Apôtres

## E
- Eglah : une des femmes du roi David. II Samuel, I Chroniques[7],[25]
- Élisabeth : mère de Jean le baptise et épouse de Zacharie. Luc[26]
- Élishéba : femme d'Aaron. Exode[27]
- Ephah : une des concubines de Caleb (prince de Juda) I Chroniques[28]
- Ephrath : deuxième femme de Caleb I Chroniques [29]
- Esther (son nom hébreu est Hadassah) : reine de l'Empire Perse dans la Tanakh, épouse du roi de Perse Assuérus. Esther[30]
- Eunice : mère de Timothée[31]
- Évodie : membres de l’Église de Philippes Philippins[32]
- Ève : première femme, femme d'Adam. Genèse[33]

## J
- Jeanne, femme de Chouza : disciple de Jésus, fait partie des femmes se rendant au tombeau pour embaumer son corps. Luc
- Jemima : fille aînée de Job et de Dinah. Livre de Job
- Jézabel : fille d'Ithobaal Ier, épouse du roi Achab, mère d'Ochozias, de Joram et d'Atahalie. Livres des Rois
- Judith : fille de Beéri le Hittite et épouse de Ésaü. Genèse[34]
- Judith : dans le Livre de Judith

## L
- Léa : fille de Laban, sœur de Rachel, cousine et première femme de Jacob. Mère de Ruben, Siméon, Lévi, Juda, Issachar, Zabulon, et Dinah. Genèse
- Lilith : la seule référence à Lilith figure dans le livre d'Isaïe (34.14)
- Lydie de Thyatire : disciple de Paul. Actes[35],[36]

## M
- Marie : habitante du village de Béthanie. Sœur de Marthe et Lazare, apparaissant dans le Nouveau Testament[37]
- Marie : présente dans les Évangiles en tant que disciple de Jésus-Christ qui l'a délivrée de démons. Une des 2 premières témoins de sa résurrection avec Marthe dans le Nouveau Testament.
- Marie : mère de Jésus et épouse de Joseph, apparaissant dans le Nouveau Testament.
- Marthe : habitante du village de Béthanie, apparaissant dans le Nouveau Testament. Sœur de Lazare et de Marie de Béthanie. Une des 2 premières témoins avec Marie de Magdala de la résurrection de Jésus.

## R
- Rachel : cousine et seconde femme de Jacob. Elle est la fille de Laban et la sœur de Léa. Genèse.
- Rahab : prostituée à Jéricho, cette Cananéenne accueille les deux espions envoyés par Josué, les cache, et obtient en échange la vie sauve lors de l'attaque et de la destruction de la ville. Livre de Josué.
- Rébecca : fille de Betouel, femme d'Isaac et mère de Jacob ainsi que d'Ésaü. Elle est une des quatre matriarches. Genèse.
- Ruth : arrière-grand-mère du roi David.

## S
- Sarah : femme d'Abraham dans le livre de la Genèse
- Séphora : femme de Moïse et fille de Jéthro, le prêtre des Madianites.

## T
- Tabitha (Dorcas, en grec) : chrétienne de la ville de Jaffa, ressuscitée par l'apôtre Pierre. Actes des Apôtres.
- Tamar : épouse d'Er, fils de Juda.
- Tamar : fille de David et sœur d'Absalom.

## Y
- Yaël – héroïne du Livre des Juges qui tue le chef de l'armée cananéenne Siséra, délivrant ainsi Israël de la domination du roi Jabîn.

## Z
- Zilpa – servante de Léa et quatrième épouse de Jacob.